# Nicolai Krylov
Nicolai Vladimirovich Krylov (em russo:  Никола́й Влади́мирович Крыло́в; Sudogda, Oblast de Vladimir, 5 de junho de 1941) é um matemático russo. É especialista em equações diferenciais parciais, especialmente equações diferenciais parciais estocásticas e teoria da difusão.
Krylov estudou na Universidade Estatal de Moscou, onde obteve em 1966 um título de Candidato de Ciências (similar a um doutorado), orientado por Eugene Dynkin, e em 1973 um título de Doktor nauk. Lecionou de 1966 a 1990 na Universidade Estatal de Moscou, e desde 1990 é Professor da Universidade do Minnesota. A partir do início de sua carreira, em 1963, trabalhou em colaboração com Eugene Dynkin sobre teoria de controle estocástico não-linear, realizando avanços no estudo de equações diferenciais parciais não-lineares convexas, de segunda ordem (isto é, equação de Bellman), que foram axaminadas com métodos estocásticos. Isto levou à teoria de Evans-Krylov, pela qual recebeu em parceria com o Lawrence Craig Evans o Prêmio Leroy P. Steele de 2004 da American Mathematical Society (por trabalho feito simultanea e independentemente por ambos Krylov e Evans). Eles provaram a diferenciabilidade de segunda ordem (continuidade de Hölder da segunda derivada) das soluções de equações diferenciais parciais elípticas de segunda ordem completamente não-lineares e convexas, e assim a existência de "soluções clássicas" (theorem de Evans-Krylov). Foi palestrante convidado ("Invited Speaker") no Congresso Internacional de Matemáticos de 1978 em Helsinque e em 1986 em Berkeley. Recebeu o "Humboldt Research Award" em 2001. Em 1993 foi eleito membro da Academia de Artes e Ciências dos Estados Unidos. Não confundi-lo com o também matemático Nikolay Krylov.

## Obras
- Controlled diffusion processes, Springer, 1980
- Introduction to the theory of diffusion processes, AMS, 1995
- Nonlinear elliptic and parabolic equations of the second order, Dordrecht, Reidel, 1987
- Lectures on elliptic and parabolic equations in Hölder Spaces, AMS, 1996
- Introduction to the theory of random processes, AMS, 2002
- Lectures on Elliptic and Parabolic Equations in Sobolev Spaces, AMS, 2008